# ActiveJet Team/Saison 2015
Dieser Artikel listet Erfolge und Fahrer des Radsportteams ActiveJet Team in der Saison 2015 auf.

## Erfolge in der UCI Europe Tour
In der Saison 2015 wurden folgende Erfolge in der UCI Europe Tour erzielt.
| Datum        | Rennen                                              | Kat. | Fahrer       |
| ------------ | --------------------------------------------------- | ---- | ------------ |
| 21. März     | 1. Etappe Grande Prémio Liberty Seguros             | 2.2  | Paweł Bernas |
| 28. März     | 4. Etappe Volta ao Alentejo                         | 2.2  | Paweł Bernas |
| 25.–29. März | Gesamtwertung Volta ao Alentejo                     | 2.2  | Paweł Bernas |
| 8. Mai       | 3. Etappe Szlakiem Grodów Piastowskich              | 2.2  | Paweł Bernas |
| 6.–9. Mai    | Gesamtwertung Szlakiem Grodów Piastowskich          | 2.2  | Paweł Bernas |
| 16. Mai      | Visegrád 4 Bicycle Race – Grand Prix Czech Republic | 1.2  | Paweł Bernas |

## Abgänge – Zugänge
| Zugänge      | Team 2014   | Abgänge              | Team 2015            |
| ------------ | ----------- | -------------------- | -------------------- |
| Paweł Bernas | BDC Marcpol | Emanuel Piaskowy     | Cycling Academy Team |
| Kamil Grądek | BDC Marcpol | Sławomir Chrzanowski | Unbekannt            |

## Mannschaft
| Name              | Geburtstag         | Nationalität |
| ----------------- | ------------------ | ------------ |
| Paweł Bernas      | 24. Mai 1990       | Polen        |
| Łukasz Bodnar     | 10. Mai 1982       | Polen        |
| Paweł Brylowski   | 29. Juni 1989      | Polen        |
| Konrad Dąbkowski  | 16. Februar 1989   | Polen        |
| Jesús Ezquerra    | 30. November 1990  | Spanien      |
| Paweł Franczak    | 7. Oktober 1991    | Polen        |
| Mario González    | 6. Juni 1992       | Spanien      |
| Kamil Grądek      | 17. September 1990 | Polen        |
| Tomasz Mickiewicz | 10. März 1994      | Polen        |
| David Muntaner    | 12. Juli 1983      | Spanien      |
| Arkadiusz Owsian  | 10. September 1993 | Polen        |
| Michał Podlaski   | 13. Mai 1988       | Polen        |